# Liste des épisodes d'Un gars, une fille (série télévisée, 1997)
Pour les articles homonymes, voir Un gars, une fille.
Cette page présente la liste des épisodes de la série télévisée Un gars, une fille (version québécoise).

## Première saison (1997)
1. au centre commercial - au lit 1 - au resto 1
2. en voiture 1 - à l'épicerie - avec Daniel et Loulou
3. à la salle de bain 1 - chez belle-maman 1 - au théâtre 1
4. chez le psy 1 - préparent un voyage - chez Daniel et Loulou
5. au gym - à l'urgence - en convalescence

## Deuxième saison (1997-1998)
1. au lit 2 - à la librairie - au chalet 1
2. en voiture 2 - au club-vidéo - chez la grand-maman de Guy
3. au sex-shop - au baseball - chez le psy 2
4. au golf - à la salle de bain 2 - à la cuisine 1
5. à la banque - au bar - au théâtre 2
6. chez belle-maman 2 - en camping - les factures
7. au musée - la fête de Guy - à la porte 1
8. chez le psy 3 - le cours de cuisine - au spa
9. les quilles - en voiture 3 - gardent un enfant
10. à la pharmacie 1 - au salon funéraire - en train
11. achètent une voiture - chez le médecin - au cocktail du bureau
12. le cours de danse - chez le psy 4 - à la douane
13. le mariage de Daniel et Loulou - au chevet de grand-maman - au lit 3
14. chez la voyante - au centre d'achats - la partie de cartes
15. au resto avec Geneviève - au pet-shop - le petit chien
16. en ski - au lit 4 - au dépanneur 1
17. le cours de premiers soins - la fête de Sylvie - chez l'antiquaire
18. chez le psy 5 - aux gogo-boys - à la SAQ
19. au poste de police - à la quincaillerie - à Pâques
20. dans le métro - la rénovation 1 - à l'hôtel 1
21. la file d'attente 1 - chez le psy 6 - devant la télé
22. au bureau de Guy - au resto branché - au lit 5

## Troisième saison (1998-1999)
1. au téléphone 1 - la vente de garage - la visite de maisons
2. prennent une marche 1 - le déménagement - les amis anglos 1
3. le magasin d'électroménagers - au lit 6 - le papa de Guy 1
4. au magasin de sport - le jardinage 1 - le nouveau chum de Loulou
5. en vélo - à La Ronde - les nouvelles blondes de Daniel
6. à la terrasse - prennent une marche 2 - à la salle de bain 3
7. à la porte 2 - le party d'Halloween - chez le psy 7
8. au casino - la file d'attente 2 - les amies gaies
9. en taxi 1 - la cueillette de pommes - au petit déjeuner
10. la belle-mère en convalescence - au lit 7 - la soirée beauté
11. au salon des métiers d'art - à la salle de bain 4 - la panne d'électricité
12. au salon 1 - papa vient souper - la file d'attente 3
13. les retrouvailles - la femme de ménage 1 - au téléphone 2
14. la Saint-Valentin 1 - au magasin d'aliments naturels - l'ado
15. le bénévolat - chez le psy 8 - au dépanneur 2
16. au souper - en voiture vers Québec - à Québec
17. épisode spécial : la première fois - les couples à travers l'histoire - les couples amateurs - les couples vedettes - le clip
18. à l'épicerie 2 - la femme de ménage 2 - les Mordus
19. les voisins 1 - dans l'ascenseur - au téléphone 3
20. le tennis - la clinique de sang - les amis de gars
21. le papa de Guy 2- chez le coiffeur 1 - au lit 8

## Quatrième saison (1999-2000)
1. au resto avec Loulou et Daniel - prennent une marche 3 - la pierre aux reins
2. les voisins 2 - à la pêche - au ciné-parc
3. au marché public - en motorisé - bébé de Mélanie
4. l'agence de voyage - prennent une marche 4 - au garage
5. le psy au resto - à l'aéroport - en avion
6. à Paris
7. à l'hôtel 2 - chez l'assureur - demeurent chez Daniel et Loulou
8. au lit 9 - à la pharmacie 2 - le souper avec Geneviève
9. au salon 2 - en voiture 4 - L'Ombre de l'épervier
10. à la recherche d'un psy - à la cuisine 2 - Sylvie étudiante
11. la St-Valentin 2 - le baptême - au téléphone 4
12. au magasin de disques - le paint ball - au lit 10
13. dans la neige - les échangistes - gardent Anakin 1
14. à la salle de bain 5 - la grève étudiante - le témoin de Jéhovah
15. en taxi 2 - les locataires - au salon 3
16. à la cuisine 3 - au téléphone 5 - l'anniversaire de la belle-mère
17. chez le photographe - au chalet 2 - au lit 11

## Cinquième saison (2000-2001)
1. en pique-nique - gardent Anakin 2 - le gala de publicité
2. au resto avec Anakin - les gardiennes - le cours de vin
3. la balle-molle - à la porte 3 - à l'urgence avec Anakin
4. en voiture 5 - au magasin de jouets - au cimetière
5. au téléphone 6 - à la pharmacie 3 - à la discothèque
6. l'Action de Grâce - gardent Anakin 3 - le cours d'aérobie
7. à la bibliothèque - au zoo - la réconciliation
8. au salon 4 - sur le toit - la Régie du logement
9. à la salle de bain 6 - prennent une marche 5 - les nouveaux locataires
10. le party de fin de session - au lit 12 - les amis riches 1
11. en voiture vers Toronto - les amis anglos 2 - à Toronto
12. à la cuisine 4 - les amis riches 2 - à la porte 4
13. au Club Med
14. au téléphone 7 - au salon 5 - au resto 2
15. chez l'optométriste - chez le psy 9 - la sœur de Guy
16. au lit 13 - la rénovation 2 - le cours de théâtre
17. en Ski-Doo - à la cuisine 5 - jeux de société
18. le magasinage - la famille de Guy - à l'ordinateur 1
19. au bingo - la soirée de filles - chez le comptable
20. au hockey - à la salle de bain 7 - papa en prison
21. la cabane à sucre - le dentiste - au salon 6
22. les 40 ans de Guy - à la table - 1968

## Sixième saison (2001-2002)
1. le voisin d'en haut - Guy et Martin colocs 1 et 2
2. la manifestation - papa à l'hôpital - sexe-écoute
3. à la cuisine 6 - le hold-up - en bateau
4. les amis riches 3 - à la salle de bain 8 - les Internationaux de tennis
5. le jogging - la fête d'Anakin - la panne d'auto
6. au salon 7 - en escalade - l'esthétique
7. au lit 14 - l'équitation - la chorale
8. au resto 3 - prennent une marche 6 - Élise hébergée
9. le jardinage 2 - en voiture 6 - Sylvie populaire
10. le dîner d'affaires - chez le psy 10 - au téléphone 8
11. la clinique de fertilité - la simplicité volontaire 1 - Noël au bureau
12. le magasinage de Noël - la décoration de Noël - Noël en famille
13. la blonde d'Élise - la buanderie - le cours d'anglais
14. les rêves 1 - au volley-ball - la séparation
15. Martin et les filles - à l'ordinateur 2 - au cinéma
16. le concert rock - les gadgets érotiques - le cambriolage
17. au lancement de disque classique - au salon 8 - l'enquêteur de l'impôt
18. chez la psy 11 - la partie de billard - les 40 ans de Sylvie
19. chez le coiffeur 2 - le judo - l'ex-femme de Guy
20. à l'épicerie 3 - la simplicité volontaire 2 - le bébé de Geneviève
21. au lit 15 - les courses de chevaux - le bar gai
22. la mort de la belle-mère

## Septième saison (2002-2003)
1. la crémaillère
2. souper avec Salé/Pelletier - la thermopompe - le défilé gai
3. le yoga - le chat - l'audition pour une pub
4. le mini-putt - à la maison 1 - à la taverne
5. randonnée en voiture - problème de voiture - vendent la voiture
6. la diète - le gîte à la ferme - à 75 ans
7. soirée Meurtre et Mystère - chez le vétérinaire - les noces de la cousine
8. malades - soirée de poésie - Micheline et Martin
9. les amis musulmans - le camping lesbien - les rêves 2
10. chez le naturopathe - à la maison 2 - Yvon Deschamps
11. le cours de peinture - chez le notaire - un autre gars, une autre fille
12. Noël dans le Sud
13. autour du mariage - la thérapie de couples - le congrès à Toronto
14. La Fureur - chez le bijoutier - l'oncle de Sylvie
15. le lancement de la revue - l'ornithologie - les élections
16. l'associé de Sylvie - le shower de Sylvie - les contes de fées
17. le mariage
18. autour de l'adoption 1 - l'accrochage en auto - l'agence d'adoption
19. l'évaluation psychosociale - autour de l'adoption 2 - la faillite de Guy
20. Guy cherche un emploi - le cours sur l'adoption - la pétition
21. le bureau de Sylvie - le cours de vietnamien - les parrains d'adoption
22. au Vietnam

## Huitième saison (2023)
1. La vie de banlieue
2. La vente de la maison
3. Les visites de logements
4. L'achat du condo

## Neuvième saison (2024)
1. L'électrocardiogramme
2. L'exposition
3. Charles et Camille
4. Rodrigo
5. Le testament
6. Le congrès à Baltimore
7. La journée spéciale
8. La démence du père
9. L'anniversaire de Charles
10. Chez Mado

## Épisodes thématiques (2003-2004)
À la suite de la conclusion de la série, des épisodes regroupant les meilleurs moments sont proposés sous différentes thématiques, intitulés "Un gars une fille et...".
1. le mariage
2. la musique
3. les ex
4. veulent un bébé
5. au magasin
6. la diète
7. la boisson
8. la politique
9. la décoration
10. la jalousie
11. la belle-mère
12. la nourriture
13. les souvenirs d'enfance
14. les sports
15. Martin
16. Anakin
17. au resto
18. le sexe
19. la célébrité
20. Geneviève
21. la télévision
22. l'argent
23. RBO
24. les loisirs
25. les voyages
26. suivent des cours
27. les jeux
28. Daniel et Loulou